# Wallstawe
Wallstawe è un comune tedesco di 885 abitanti situato nel land della Sassonia-Anhalt.